# Conospermum longifolium
Conospermum longifolium är en tvåhjärtbladig växtart. Conospermum longifolium ingår i släktet Conospermum och familjen Proteaceae.

## Underarter
Arten delas in i följande underarter:
- C. l. angustifolium
- C. l. longifolium
- C. l. mediale